# Aldwych
Aldwych è una strada della Città di Westminster a Londra. La strada è a forma di semicerchio collegata allo Strand da entrambi i lati. Al centro si interseca con la Kingsway. Lungo la strada si trovano i seguenti edifici: il Waldorf Hilton, l'Indian High Commission, l'Australian High Commission, l'Aldwych Theatre, il Novello Theatre e la London School of Economics.
Il nome deriva da due termini della lingua inglese antica, eald e wic, che significano antico insediamento. Il nome successivamente venne trasferito alla via ed al distretto. Essa è citata come Aldewich in un documento del 1211. Nel VII secolo vi era un villaggio anglosassone chiamato Lundenwic. Esso venne creato circa due chilometri ad ovest di Londinium (chiamato Lundenburh (forte di Londra) dai sassoni) nella zona in cui si trova oggi Aldwych, probabilmente usando la foce del fiume  Fleet come porto commerciale e dei pescatori. Esso venne scoperto nel 1980 a seguito di due campagne di scavo separate condotte dagli archeologi Alan Vince e Martin Biddle che operavano indipendentemente l'uno dall'altro. Recenti scavi nella zona del Covent Garden hanno messo alla luce un esteso insediamento anglosassone. Dagli scavi è risultato che l'insediamento ricopriva un'area di circa 600.000 metri quadri ed andava dall'attuale National Gallery ad Aldwych. Quando il centro della città venne spostato dentro il London Wall, l'antico insediamento di Lundenwic prese il nome di ealdwic (antico insediamento).
Ad Aldwych era inoltre sita una stazione della metropolitana di Londra, oggi chiusa.